# ویربلی
ویربلی (به انگلیسی: Veeraballi) یک روستا در هند است که در آندرا پرادش واقع شده‌است.

## خصوصیات
ویربلی ۷٬۶۴۳ نفر جمعیت دارد.